# Mursilis III
Mursilis III o Urhi-Tesub va ser un rei hitita entre els anys 1270 aC i 1265 aC. Era fill de Muwatallis II.
Muwatallis segurament va tenir dos fills d'una esposa de segon rang, Urhi-Tesub i Ulmi-Tesup, que després canviaria el nom per Kurunta, segons el costum, molt freqüent, al pujar al tron. Segons la Proclamació de Telepinus l'hereu havia de ser un príncep, fill del primer rang. Si no hi havia primer rang, un fill del segon rang. Per tant, la legitimitat d'Urhi-Tesub estava fora de dubte, però per algun motiu desconegut, aquesta legitimitat es va qüestionar. Per exemple, Masturi, rei del País del riu Seha va considerar que no havia de guardar fidelitat a un fill bastard.

## Pujada al tron
El suport del rei d'Hakpis, Hattusilis, el futur Hattusilis III, oncle seu, li va obrir el camí a la proclamació que es va produir a Tarhuntasa i va prendre el nom de Mursilis III, amb un acord entre els dos homes pel qual el regne d'Hakpis romania en mans de Hattusilis.
Durant el seu regnat, que segurament només va durar set anys, Hattusilis va reconquerir la ciutat i santuari de Nerik després de molt de temps en mans dels kashka. El territori conquerit incloïa les ciutats de Nera i Haštira. Des de la ciutat va poder dominar els territoris de la muntanya Haharwa i la ciutat de Marasantiya (Maraššantiya).
La seva actuació diplomàtica es coneix poc. Segurament en aquell temps el rei Shattuara I d'Hanigalbat (l'entitat política que havia substituït Mitanni, sotmesa al vassallatge d'Hatti) va atacar al rei d'Assíria Adadnirari I, intent que va acabar en derrota, i Assíria es va apoderar d'Hanigalbat. Wasashatta, fill i successor de Shattuara va voler independitzar-se i va demanar ajuda als hitites, però Assiria va derrotar els hurrites i es va annexionar tot el territori d'Hanigalbat, cosa que va preocupar a Mursilis perquè els assiris ja eren a tocar del seu territori
Mursilis III no va tardar a retornar la capital a Hattusa. Aquest retorn no devia agradar gaire al seu oncle Hattusilis, ja que li reduïa la capacitat de moviments en aquella zona. Algunes actuacions de Mursilis van irritar encara més a Hattusilis, i aviat es va produir un enfrontament entre els dos. Hattusilis va acusar al seu nebot d'apoderar-se de territoris que ell havia repoblat (Pala i Tummanna) i de Samuha, i de traslladar a pobladors del regne d'Hakpis a territori del Gran Rei hitita.

## Guerra amb Hattusilis
Segons Hattusilis la tensió va durar set anys, que ell va aguantar per respecte a son germà Muwatallis II, però quan Mursilis III va intentar incorporar les ciutats d'Hakpis i Nerik al regne hitita i bestreure-les a Hattusilis, el que de fet equivalia a eliminar el regne, Hattusilis va reaccionar i es va revoltar; es va encomanar a la seva deessa habitual, Sausga (el centre de culte principal al nord era Samuha), i al déu de les turmentes de Nerik (culte restablert i traslladat des Hakpis) i va començar la guerra.
Sippa-ziti, fill d'Arma-Tarhunta (el fill de Zita, el germà de Subiluliuma I) l'antic rival de Hattusilis, va ser nomenat comandant de l'exèrcit del gran rei a la Terra Alta Hitita. La guerra civil va suposar una divisió del país, dins el mateix regne hitita en especial. Masturi rei de Seha era aliat d'Hattusilis, que també va tenir el suport d'Ulmi-Tesup (Kurunta), germà de Mursilis III i que havia estat criat per Hattusilis. Mira i Kuwaliya, i Ahhiyawa eren aliats de Mursilis. Bona part dels kashka van donar suport a Hattusilis. Mursilis III va enviar a un home anomenat Rime-Tesup a l'oest per buscar els màxims suports, però en general la part occidental va proveir de poc ajut a Mursilis. Millawanda probablement va seguir inactiva, i Ahhiyawa, al no rebre el suport de les seves ciutats, no va poder donar cap suport al rei hitita.
Sippa-ziti va tenir problemes i probablement va quedar assetjat a Hallawa. Va haver de demanar a Mursilis que anés a rescatar-lo; el rei va enviar a un home anomenat Anani-piya. Es van produir combats a Kusuriya (Kuššurriya) i es va lliurar una batalla de carros en la que va participar el governador de la regió del riu vermell que probablement va canviar de bàndol. Els fets no es coneixen amb claredat però del relat d'Hattusilis se sap que alguns dels seus aliats van abandonar Mursilis, que va haver d'establir una posició defensiva. A la part final de la guerra, Mursilis era a Marasantiya i va haver de fugir d'allí per anar cap a Samuha, on Hattusilis el va perseguir. Uns traïdors es van oferir per matar Mursilis, però Hattusilis va rebutjar l'oferta i va avançar cap a Samuha, però segurament ja havia estat fet presoner per la seva pròpia gent quan Hattusilis va arribar, i el van entregar a l'oncle, que llavors va ser reconegut com a Gran Rei amb el nom d'Hattusilis III.
A Mursilis III se'l va alliberar i se li va donar el govern d'unes ciutats fortificades a Nuhase. Es va privar a la seva descendència dels drets al tron. Mursilis III va planejar fugir a Babilònia però Hattusilis se'n va assabentar i el va desterrar, probablement a Alashiya, d'on es va escapar i va fugir a Egipte. Les relacions entre Hattusilis i Egipte, que inicialment eren bones, van empitjorar quan Ramsès II es va negar a extradir a Mursilis III. El rei enderrocat va morir a Egipte.